# 黄浦绿地缤纷城
黄浦绿地缤纷城是中華人民共和國上海市黃浦區龙华东路的一個購物中心和餐饮、娛樂等商業綜合體，占地面积5.4万平方米，地處南园滨江公园与黄浦江附近。

## 历史
由绿地集团投資建設，於2018年6月27日正式開幕。该项目前身是2012年开业開業的绿地海外滩生活广场。